# Бівачний мішок

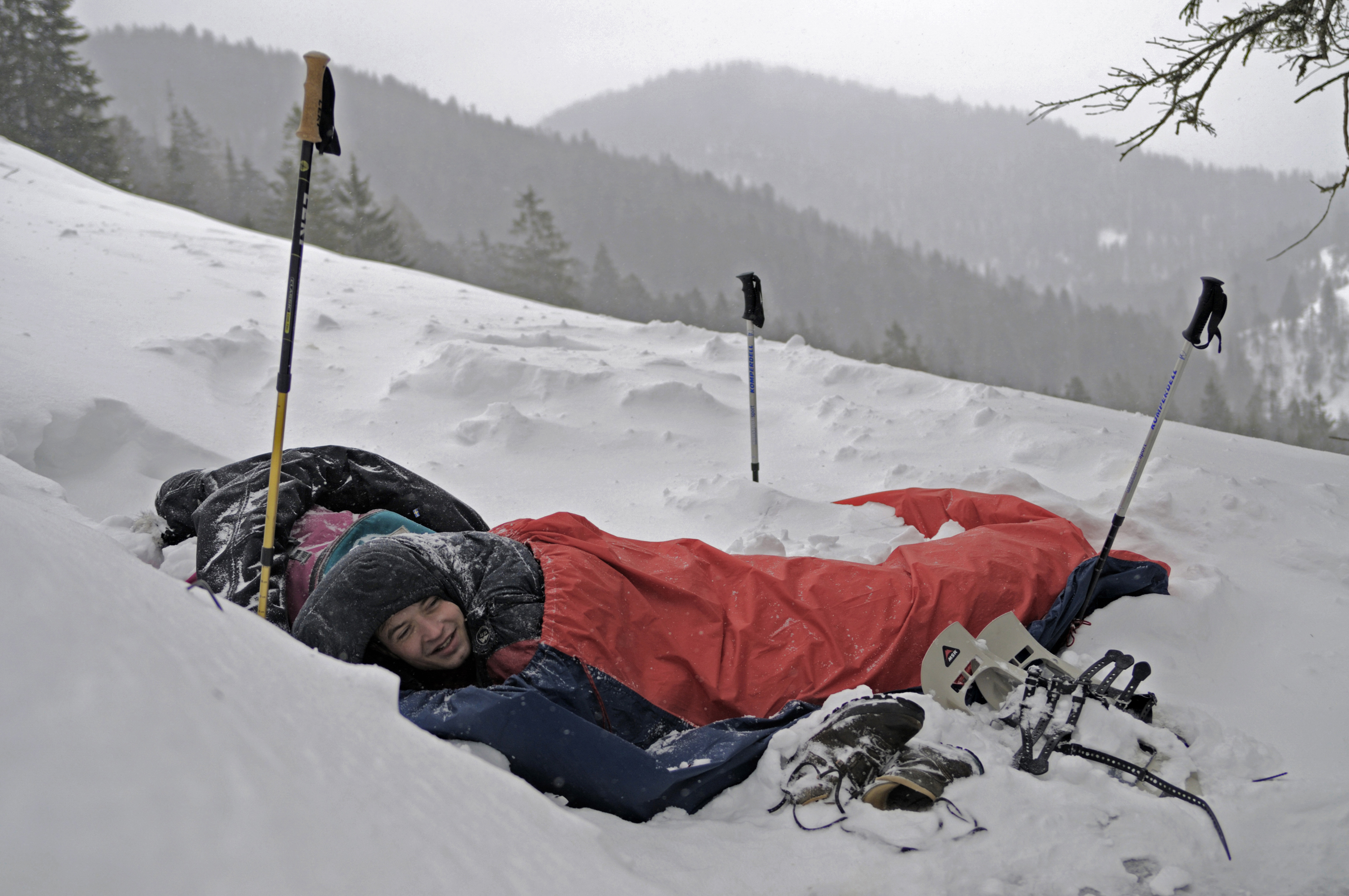
Бівак просто неба з використанням бівачного мішка

Бівачного мішок (біві) — захисний чохол на спальний мішок, призначений для використання під час бівака. Винахідником вважається Матіас Здарскій
Бівачні мішки були придумані для задоволення потреб альпіністів, яким потрібен був захист для спальних мішків від негоди під час ночівель за відсутності наметів  . Популярні серед любителів ультралегких (по вазі) подорожей. Існують двомісні варіанти.

## Дизайн
Має вигляд чохла, у який поміщається спальний мішок. Бівачний мішок захищає від дощу та снігу, а також зберігає тепло на 5-10°С.
Ранні моделі являли собою мішок зі звичайної непромокальної тканини з PU (поліуретановим) просоченням. Тепер[коли?] для виготовлення бівачних мішків найчастіше застосовуються мембранні тканини (Gore-Tex ®, e-Vent ® та інші), що дозволяють мінімізувати утворення конденсату на внутрішній стороні мішка при низьких нічних температурах.
Сучасна конструкція бівачного мішка іноді має одну-дві дуги, які створюють додатковий простір над головою і трохи збільшують тим самим комфорт. 